# Nuova Atletica Fanfulla Lodigiana
La Nuova Atletica Fanfulla Lodigiana è una società sportiva di atletica leggera di Lodi fondata nel 1977.

## Storia

### La rinascita dell'Atletica Fanfulla Lodigiana
La società nacque nel 1977 per ridare vita alla società Atletica Fanfulla Lodigiana. L'idea di questa rifondazione venne a Lella Grenoville, ex quattrocentista e tecnico regionale FIDAL, e Guido Ariano, l'allora assessore allo sport del Comune di Lodi. Il primo presidente della nuova società fu Gino Cremonesi.
La prima gara a cui prese parte la rinata Atletica Fanfulla Lodigiana fu la prima prova del campionato provinciale di corsa campestre, il 27 novembre 1977. La società contava circa cinquanta tesserati e nello stesso anno si aggiudicò il primo titolo provinciale di squadra e cominciarono ad arrivare i primi titoli regionali individuali nelle categorie giovanili e il quinto posto ai campionati italiani cadetti del giovane atleta Giorgio Soffiantini.
Nel novembre 1979 fu eletto nuovo presidente Franco Generati, sostituito nel 1980 da Gianni Castellini, che rimase in carica per due stagioni. Fu in questo periodo che l'atleta Carla Barbarino iniziò a dimostrare le sue doti atletiche, prima piazzandosi al secondo posto nella classifica cadetti della Cinque Mulini del 1981, poi diventando campionessa italiana, sempre per quella categoria, dei 300 metri piani e altri importanti risultati arrivarono da alcuni atleti lodigiani. Alla fine del 1981 la società si fuse con la Rosa Govone di Milano, diventando Atletica Fanfulla Govone.
Nel 1983 Giacomo Arcaini assunse la carica di presidente e Carla Barbarino tornò a conquistare titoli nazionali per la categoria allieve, ma anche la medaglia di bronzo nella staffetta 4×400 metri ai campionati italiani. nel 1984 fu inaugurato il nuovo manto della pista di atletica leggera del Centro Sportivo Faustina e l'atleta Daniele Ruggeri diventò campione italiano allievi nei 200 metri piani a Riccione, mentre Simone Meioni si qualificò per partecipare ai campionati italiani assoluti di atletica leggera nei 400 metri piani.
Nel 1984-1985 furono diversi gli atleti del Fanfulla che presero parte ai campionati italiani assoluti. Tra questi, la staffetta composta da Roberto Piccoli, Valerio Fuser Imperatore, Fabrizio Marnini e Fausto Polli conquistò la medaglia d'argento ai campionati italiani di Ostia.

### Le prime avventure internazionali
Nel febbraio 1986 divenne presidente Maurizio Amadio, che nei suoi nove mesi di presidenza vide la partecipazione di Daniele Ruggeri in nazionale, nella staffetta 4×100 azzurra ai campionati del mondo juniores, ma anche nei 200 metri piani, dopo essere arrivato secondo ai campionati italiani juniores.
Alla fine del 1986 Dino Barin divenne presidente. Nel marzo dell'anno successivo a Lodi venne trasferita la pista indoor originariamente alloggiata presso il Palasport di San Siro a Milano, danneggiato dall'abbondante nevicata del 17 gennaio 1985.
Nel novembre 1988 Alessandro Cozzi divenne presidente e il mese successivo la società cambiò nome in Nuova Atletica Fanfulla Lodigiana, dopo aver assorbito tutte le società operanti nel lodigiano. Si sciolse invece il sodalizio con la Rosa Govone e gli atleti si tesserarono alcuni per il Fanfulla e altri per il CUS Milano.
Nel 1989 vennero inaugurate le nuove tribune del campo sportivo ed ebbe inizio l'attività indoor presso l'ex Linificio di Lodi, dove era stato posizionato l'impianto al coperto. Contemporaneamente Coop Lombardia divenne sponsor della società e Nadia Cacciapaglia si classificò seconda al cross del Campaccio.
Nel 1992 Francesca Sicari conquistò a Grosseto i titoli italiani allieve nel salto in alto e nella staffetta 4×400 metri. Nazzarena Tonali, componente della staffetta, fu anche medaglia d'argento nei 400 metri piani, alle spalle di Virna De Angeli, futura primatista italiana.
Nel 1993 Vincenza Sicari vinse la gara del Campaccio per la categoria cadette, mentre la squadra allieve si piazzò quinta ai campionati italiani di società di Cattolica. Roberta Brunetti fu invece campionessa italiana juniores nel salto in lungo. Lo stesso anno l'ex Linificio fu dichiarato inagibile.

### I nuovi titoli italiani individuali
Nel 1994 gli atleti del Fanfulla conquistarono tre titoli italiani juniores e un terzo posto per la staffetta 4×400 metri femminile, mentre a livello di squadra, le ragazze di Lodi conquistarono il quarto posto alla finale dei campionati italiani di società juniores di Livorno.
Nel 1995 Francesca Sicari conquistò il titolo italiano assoluto nel salto in alto con la misura di 1,86 m e successivamente fece il suo debutto in maglia azzurra assoluta a Cannes. Intanto Roberta Brunetti conquistò il titolo italiano promesse nel salto in lungo e la medaglia d'argento con la staffetta del miglio.
Nella stagione 1996-1997 Roberta Brunetti fece il suo esordio in nazionale maggiore, gareggiando nel salto in lungo e nel salto triplo a Città del Capo, in Sudafrica, mentre Michaela Allen si qualificò per la partecipazione ai campionati europei under 23 di Turku, in Finlandia. A livello di squadra, il Fanfulla conquistò per la prima volta il diritto alla partecipazione alla finale nazionale dei campionati italiani di società di prove multiple, sia con la squadra maschile che con quella femminile.

### Atleti
Tra gli atleti che hanno militato della Nuova Atletica Fanfulla Lodigiana si ricordano: Carla Barbarino, Abdellah Haidane, Giulia Riva, Vincenza Sicari, Anna Visigalli.

## Presidenti
- Gino Cremonesi (1977 - novembre 1979)
- Franco Generati (novembre 1979 - dicembre 1980)
- Gianni Castellini (dicembre 1980 - gennaio 1983)
- Mino Arcaini (gennaio 1983 - febbraio 1986)
- Amadio Maurizio (febbraio 1986 - novembre 1986)
- Dino Barin (novembre 1986 - novembre 1988)
- Alessandro Cozzi (novembre 1988 - novembre 2019)
- Giuseppe Variato (novembre 2019 - in carica)